# Elín Jóna Þorsteinsdóttir
Elín Jóna Þorsteinsdóttir (* 30. November 1996 in Reykjavík, Island) ist eine isländische Handballspielerin, die für die isländische Nationalmannschaft aufläuft.

## Karriere

### Im Verein
Elín Jóna Þorsteinsdóttir erlernte das Handballspielen beim isländischen Verein Íþróttafélagið Grótta, bei dem sie auch im Jugendbereich Fußball spielte. Später spielte die Torhüterin für die Damenmannschaft von Grótta, mit der sie 2015 die isländische Meisterschaft gewann. Nachdem in der Saison 2015/16 an dem Ligakonkurrenten Haukar Hafnarfjörður ausgeliehen war, gehörte sie anschließend fest dem Kader von Haukar an.
Elín Jóna Þorsteinsdóttir schloss sich im Jahr 2018 dem dänischen Zweitligisten Vendsyssel Håndbold an. Zwei Jahre später stand Vendsyssel Håndbold zum Zeitpunkt des coronabedingten Saisonabbruchs an der Tabellenspitze, wodurch die Mannschaft in die Damehåndboldligaen aufstieg. Nachdem Vendsyssel ein Jahr später wieder abgestiegen war, schloss sie sich dem Erstligaaufsteiger Ringkøbing Håndbold an. Nachdem Ringkøbing zum Saisonende 2021/22 die Liga gehalten hatte, musste sie etwa ein halbes Jahr aufgrund einer Hüftverletzung pausieren. Elín Jóna Þorsteinsdóttir stand in der Saison 2023/24 beim dänischen Zweitligisten EH Aalborg unter Vertrag. Anschließend wechselte sie zum dänischen Erstligisten Aarhus United.

### In Auswahlmannschaften
Elín Jóna Þorsteinsdóttir hütete das Tor der isländischen Jugend- und der isländischen Juniorinnennationalmannschaft. Sie gehört seit dem Jahr 2015 dem Kader der isländischen A-Nationalmannschaft an. Mit Island nahm sie bislang nur an der Weltmeisterschaft 2023 teil und schloss das Turnier auf dem 25. Platz ab. Elín Jóna Þorsteinsdóttir erzielte im Turnierverlauf einen Treffer und parierte 32 % der gegnerischen Würfe.